# Пущин, Павел Петрович
Павел Петрович Пущин (19 (30) июня 1768 — 14 (26) февраля 1828) — генерал-лейтенант, участник русско-шведской (1788—1790) и наполеоновских войн, казанский губернатор (1800—1801), сенатор (1818). Дядя Ивана Пущина, лицейского товарища А. С. Пушкина.

## Биография

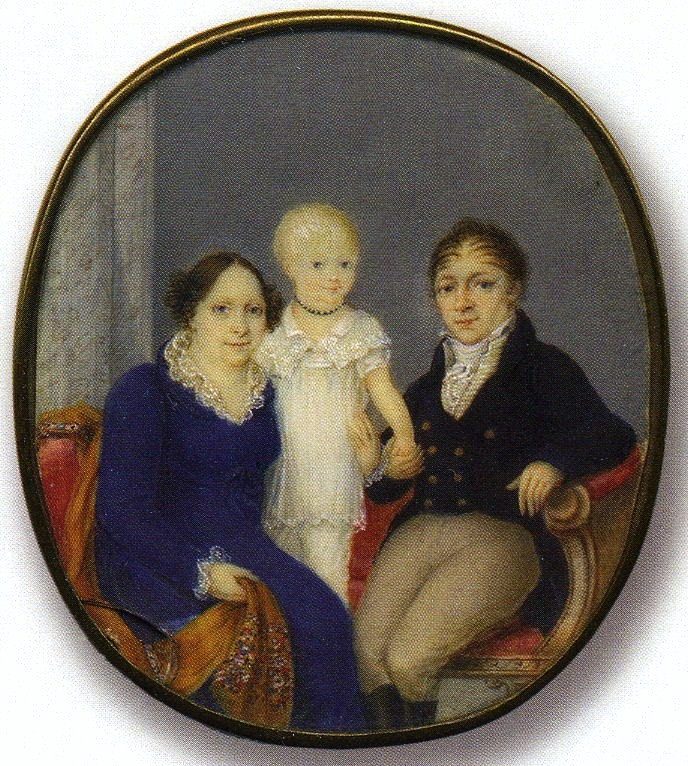
Павел Петрович Пущин с женой и сыном (1800-е)

Происходил из дворян Осташковского уезда Тверской губернии. Родился 19 (30) июня 1768 года в семье сенатора Петра Ивановича Пущина (1723—1812) и его супруги Евфимии Матвеевны Короткой (1726—1810). Его брат — Иван, сестра  — Евдокия, в замужестве Бухарина.
9 марта 1781 года был определён на службу сержантом лейб-гвардии в Преображенский полк и последовательно получил чины прапорщика (04.12.1784), подпоручика (01.01.1786) и поручика (01.01.1788).  С 14 мая по 18 сентября 1789 года, во время Шведской войны был в походе в Финляндской армии. 10 марта 1790 года в чине премьер-майора перешёл волонтёром на гребную флотилию, с которой и находился во всех сражениях со шведским корабельным и гребным флотом. 14 июля 1790 года был назначен подполковником в Сумский легкоконный полк.
21 августа 1791 года был переведен командиром в 3-й Финляндский егерский батальон. 6 августа 1794 года Пущин со своим батальоном отправился Балтийским морем до Риги и оттуда через Курляндию в Великую Литву для усмирения вспыхнувшего там восстания. 8 января 1797 года был произведен в полковники и переведен в Козловский (Старобаденский) мушкетерский полк. 15 марта 1798 года произведён в генерал-майоры и был назначен комендантом в Казань, а в сентябре того же года был назначен военным губернатором. Шеф гарнизонного генерал-майора Пущина 1-го полка.
5 февраля 1800 года Пущин был произведён в генерал-лейтенанты, а в 1801 году, сверх занимаемой им должности военного губернатора, стал управлять и гражданскою частью губернии. 27 сентября 1801 года был отрешен от должности и отдан под суд по делу мещанина Яковлева, взятого по подозрению в поджогах и пытками вынужденного к признанию. Следствие проводил флигель-адъютант барон Альбедиль. Эти события привели к появлению указа Сенату о запрещении применения пыток. 13 ноября 1804 года указом Сенату Пущин от суда был освобожден ввиду того, что в поступке его не было усмотрено умышленного преступления. 4 сентября 1805 года он был назначен шефом сформированного им Эстляндского мушкетерского полка.
5 марта 1812 года Пущин был назначен командиром корпуса в резервную Обсервационную армию, состоявшую под командою генерала от кавалерии Тормасова. В 1813 году находился в герцогстве Варшавском для сформирования войск резервной армии, а затем, с этою же целью, по выступлении войск обсервационного корпуса на укомплектование полков Дунайской армии, был назначен в помощь генерал-лейтенанту Эссену 2-му.  В 1814 году Пущин был назначен командиром 16-й пехотной дивизии. 21 января 1818 года ему было повелено присутствовать в правительствующем Сенате по 4-му департаменту, в котором он прослужил десять лет беспрерывно до самой кончины. 26 августа 1818 года был награждён орденом Св. Анны 1-й степени. Ранее был пожалован командором ордена Святого Иоанна Иерусалимского.
Скончался 14 февраля 1828 года и был похоронен на Смоленском православном кладбище в Санкт-Петербурге.

## Награды
- Орден Святой Анны 2-й степени (9 сентября 1798)[5]
- Орден Святого Иоанна Иерусалимского почётный командор (9 марта 1800)[5]
- Орден Святой Анны 1-й степени (26 августа 1818)

## Семья
Жена (с 14 января 1799 года) — Елизавета Андреевна Всеволожская (1766—1831), дочь пензенского воеводы Андрея Алексеевича Всеволожского и сестра камергера двора Всеволода Всеволожского. Похоронена на Георгиевском кладбище в Петербурге. Их дети:
- Петр (20.10.1799 — 11.08.1875), генерал-лейтенант.
- Александра (09.09.1800 — 17.07.1885), замужем (с 30.04.1817) за П. И. Кошкуль.
- Андрей (27.08.1801 — 16.02.1838), штабс-капитан лейб-гвардии Гренадерского полка. Вышел 14 декабря 1825 года на Сенатскую площадь, но быстро её покинул и к следствию по делу декабристов привлечён не был (даже не был включён в алфавит Боровкова). Впоследствии полковник лейб-гвардии Павловского полка.
- Всеволод (02.02.1803 — 27.07.1865), полковник лейб-гвардии Кирасирского полка, генерал-майор; женат (с 10.10.1841) на дочери штабс-капитана Наталье Николаевне Норовой (1824—1883). Похоронены в Спасо-Андрониковом монастыре в Москве.
- Софья, замужем (с 12.12.1828) за «плутом и ростовщиком»[8]  Красноленским. В конце 1860-х годов жила в Петербурге на Екатерингофском проспекте.
- Николай (10.05.1812 — ?), паж, майор в отставке.